# Vincenzo Angeloni
Vincenzo Berardino Angeloni (Avezzano, 13 luglio 1952) è un medico e politico italiano.

## Biografia
Laureato in medicina ed esponente di Alleanza Nazionale, fu eletto alla Camera in occasione delle politiche del 1996, quando, con il sostegno del Polo per le Libertà, sconfisse il candidato dell'Ulivo e deputato uscente Corrado Paoloni nel collegio di Avezzano.
Nel 1997 lasciò AN per il Centro Cristiano Democratico; successivamente seguì Clemente Mastella, passando ai Cristiano Democratici per la Repubblica, all'Unione Democratica per la Repubblica e poi nel 1999 all'Udeur. Nel maggio del 2000 aderì infine a Forza Italia. Terminò il mandato parlamentare nel 2001.